# Calais (aviso)
Pour les articles homonymes, voir Calais (homonymie).
Le Calais est un navire de guerre de type aviso lancé en 1919 par le chantier naval de la Méditerranée de La Seyne-sur-Mer.

## Construction
Le Calais est issu d'un programme de guerre, constitué d'une série de quarante-trois avisos dont seules trente unités sont construites. Il est mis sur cale aux Forges et Chantiers de la Méditerranée en 1918, avec ses sister-ships Amiens, Craonne, Epernay, Liévin, Lunéville, Montdement et Montmirail. Il est lancé en septembre 1919.

## Descriptif
L’aviso présente une silhouette semblable à celle d'un cargo. Il s'agit de leurrer les équipages de sous-marins, sur le modèle des bateaux pièges Q-ships britanniques camouflés en navires marchands. La passerelle de navigation est placée au centre et englobe la cheminée.
Le navire est propulsé par deux turbines à engrenages Parsons/Bréguet de 5 000 ch, alimentées par deux chaudières chauffées au mazout. Cet ensemble permet de naviguer à une vitesse de pointe de 20 nœuds, avec une autonomie de 3 000 nautiques à 11 nœuds.
L'armement comprend pour la lutte anti-navire et anti-sousmarine deux canons de 138 mm, deux grenadeurs, deux mortiers et une torpille remorquée. La lutte anti-aérienne est menée avec un canon de 75 mm et quatre mitrailleuses antiaériennes de  8 mm. Des canons anti-aériens de 37 mm sont installés par la suite.

## Carrière
Le Calais est un aviso de classe Arras construit pour la Marine nationale française à la fin de la Première Guerre mondiale.
Lancé en 1919, il participe à la guerre du Rif, puis surveille les ports de Galice durant la guerre d'Espagne.
Il est au cours de la Seconde Guerre mondiale sous les ordres de Vichy et participe à la bataille de Dakar. Il est mis en réserve en décembre 1944 à Dakar, condamné en 1946 et vendu en 1948.

#### À voir
- ALAMER, CALAIS, aviso Classe «ARRAS» -

#### Images
- Forum marine, Avisos Tahure et Marne, jet: Tahure & Marne   Jeudi 17 mai 2007, 19:48 -
- Marines de Guerre et Poste Navale, Les Marines de Guerre vues aux travers de la Poste Navale, Le CALAIS en 1930 -